# Ashton Hagans
Ashton Dewayne Hagans, né le 8 juillet 1999 à Cartersville dans l'État de Géorgie, est un joueur de basket-ball américain évoluant au poste de meneur. Il mesure 1,87 m.

## Biographie

### Carrière Universitaire
Hagans s'est engagé à jouer pour les Wildcats de l'Université du Kentucky, l'une des équipes de basket-ball universitaire les plus prestigieuses aux États-Unis. Il a rejoint l'équipe de Kentucky pour la saison 2018-2019. Dès sa première saison, Hagans s'est distingué par ses compétences défensives, menant la Southeastern Conference (SEC) en interceptions. Il a été nommé SEC Co-Defensive Player of the Year en 2019.
Au cours de la saison 2019-2020, Hagans a continué à améliorer son jeu, devenant un pilier de l'équipe des Wildcats. Il a terminé la saison avec des moyennes impressionnantes en points, passes décisives et interceptions. Hagans a choisi de se déclarer pour la draft NBA 2020 après deux saisons à Kentucky.

### Carrière professionnelle
Après avoir quitté l'université, Ashton Hagans n'a pas été sélectionné lors de la draft NBA 2020.Le 19 novembre 2020, il signe un contrat two-way avec les Timberwolves du Minnesota. Hagans a passé la majeure partie de sa première saison professionnelle avec les Iowa Wolves, l'équipe affiliée des Timberwolves en NBA G League. Il a continué à développer ses compétences et à montrer ses talents de meneur et de défenseur.
En janvier 2021, Hagans a été libéré par les Timberwolves, mais il a continué à jouer en NBA G League, cherchant à prouver sa valeur et à obtenir une place permanente en NBA.
En février 2024, il signe un contrat two-way avec les Trail Blazers de Portland.